# Буджан Сенан

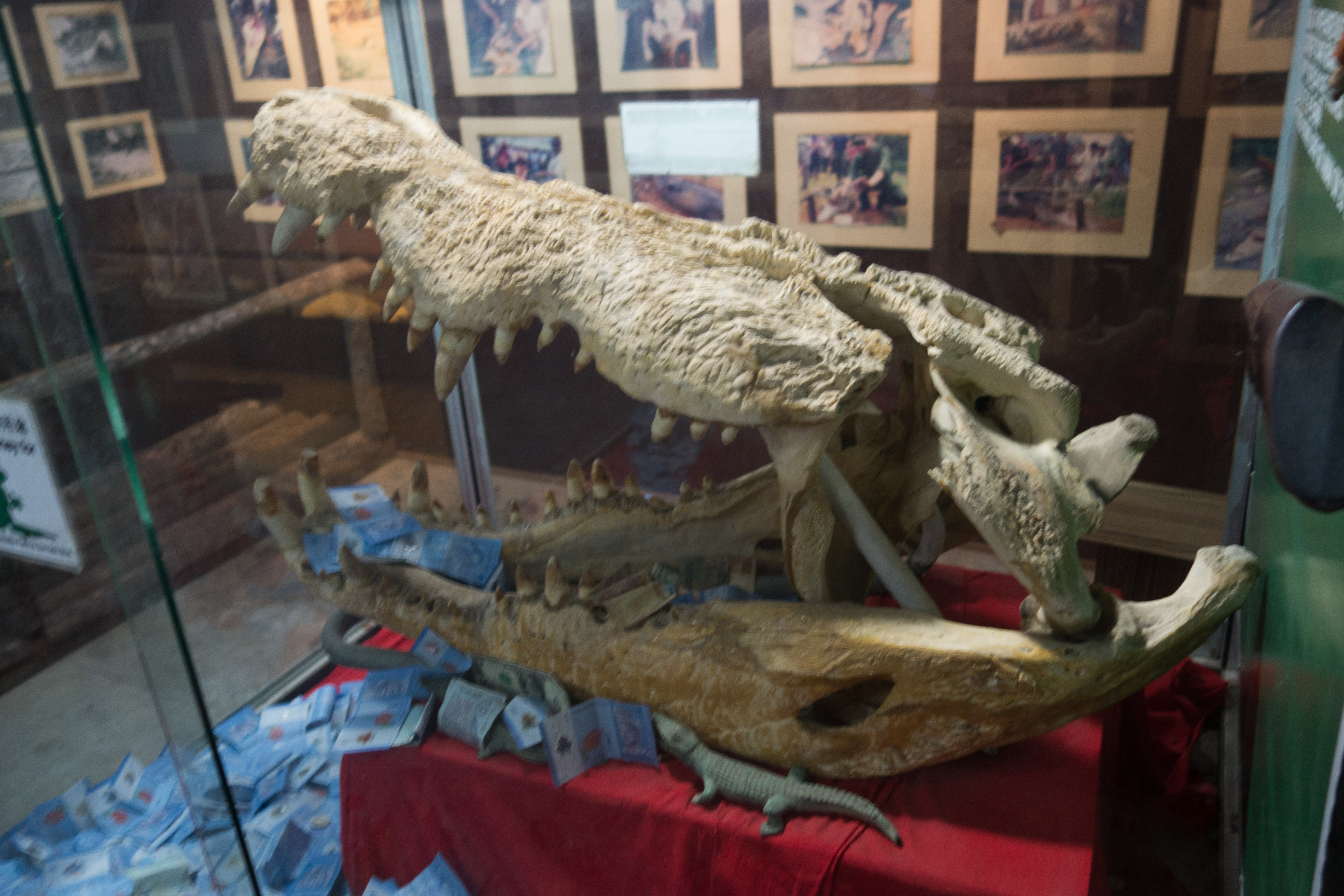
Череп

Буджан Сенан (малайск. Bujang Senang — «щасливий холостяк») — це крокодил-людожер що жив на річці Лапур.
Жертвою людожера стало не менше 13 осіб. На спині у крокодила була для нього характерна біла полоса, в довжину приблизно сягав 6 метрів.

## Історія
Сенан почав тероризувати річку по словам місцевих з 1941 року, та всього вбив приблизно 13 осіб.

### Смерть
В 1992 році загін з 25 людей вирішили покінчити з крокодилом, нарешті групі поліцейських снайперів та ібанських мисливців вдалося застрелити Буджана Сенана після 4 годин спроб 22 травня 1992 року.
Зараз череп крокодила виставлений у Саравакському музеї.